# Axel Eriksson (Bielke)
Axel Eriksson (Bielke), född runt 1500 och död 1559, var en svensk riddare, riksråd och häradshövding, son till riksrådet Erik Turesson (Bielke) till Benhammar, Häradssäter och Revelsta och Gunilla Johansdotter (Bese).

## Biografi
Axel Eriksson blev 1540 riksråd och lagman i Tiohärads lagsaga 1552. Han var en av Gustav Vasas närmast förtrogna och släkt med kungen, i det att dennes gemål Margareta var syster till hans första hustru Anna Eriksdotter Leijonhufvud (död 1540 och begraven i Vreta kloster). 
De fick dottern Margareta Bielke (död 1591), gift med Johan Åkesson (Natt och Dag) (död 1565) och sonen Johan (död 1576). Sonen blev riddare och riksråd, gift med sin styvmoders, Elsa Posse, syster Margareta Posse (1548–1575) bägge av adelsätten Posse. Deras dotter Gunilla blev gift med Johan III.
I andra äktenskapet var Axel Eriksson Bielke gift med hovmästarinnan Elsa Axelsdotter (Posse), dotter till Axel Nilsson Posse. Paret fick dottern Barbro (1556–1624), som gifte sig med Gustaf Gabrielsson (Oxenstierna) och blev mor till Axel Oxenstierna och Gabriel Gustafsson Oxenstierna. De fick också dottern Ebba (död 1588), gift med Nils Gyllenstierna (död 1601) och dottern Karin (död 1612), gift med hovmarskalken Olof Nilsson Ryning (död 1589).